# Катастрофа Boeing 727 под Тегераном
Катастрофа Boeing 727 под Тегераном — крупная авиационная катастрофа, произошедшая в понедельник 21 января 1980 года в горах Эльбурс в окрестностях Тегерана с Boeing 727-86 компании Iran Air, при этом погибли 128 человек.

## Самолёт
Boeing 727-86 с регистрационным номером EP-IRD (заводской — 19817, серийный — 537) был выпущен в 1968 году и 17 февраля совершил свой первый полёт. Его три турбореактивных двигателя были модели Pratt & Whitney JT8D-7B.

## Катастрофа
Ранее в этот понедельник иранские диспетчеры проводили забастовку, что привело к отмене сотни внутренних рейсов. Затем в 16 часов забастовка была прервана, а полёты возобновились. В 17:40 из аэропорта Мешхеда вылетел Boeing 727, который выполнял внутренний рейс 291 в Тегеран, а на борту находились 8 членов экипажа и 120 пассажиров (поначалу ошибочно в СМИ указывалось 8 членов экипажа и 116 пассажиров).
В 18:52 диспетчер в тегеранском аэропорту Мехрабад дал экипажу прямой заход на посадку на полосу 29. Затем примерно в 19:05 диспетчер дал экипажу указание выполнить поворот на курс 360° для выхода на ненаправленный радиомаяк подхода Варамин. Не получая указаний от диспетчера, пилоты оказались на 17 миль севернее. Затем на подходе второй пилот заметил командиру, что VORTAC даёт неверную трассу радиального подхода, но тот не отреагировал на это сообщение. В 19:11 снижающийся в плохих погодных условиях Боинг в 18,1 милях (29 км) севернее аэропорта врезался в горы хребта Эльбурс и полностью разрушился. Все 128 человек на борту погибли. На момент событий это была крупнейшая авиакатастрофа в Иране.

## Причины
Вероятной причиной катастрофы стали отказ курсо-глиссадной системы аэропорта и первичного радиолокатора. Впоследствии по делу о катастрофе рейса 291 были осуждены министр гражданской авиации Ирана и пять других чиновников.